# Luzia (fóssil)
Luzia é o fóssil humano mais antigo encontrado na América do Sul, com cerca de 12 500 a 13 000 anos que reacendeu questionamentos acerca das teorias da origem do homem americano. O fóssil pertenceu a uma mulher que morreu entre seus 20 a 24 anos de idade e foi considerado como parte da primeira população humana que entrou no continente americano.
O esqueleto foi descoberto nos anos 1970 em escavações na Lapa Vermelha, uma gruta no município de Pedro Leopoldo, na Região Metropolitana de Belo Horizonte. Em 2018, o fóssil foi queimado e quase destruído no incêndio do Museu Nacional, mas em 19 de outubro do mesmo ano, o museu anunciou que conseguiu recuperar até 80% dos fragmentos e reconstruiu o esqueleto.

## Fóssil

### Origem do nome
Formalmente, o esqueleto se chama "Lapa Vermelha IV Hominídeo 1". "Luzia" é um apelido dado pelo biólogo Walter Alves Neves, do Instituto de Biociências da Universidade de São Paulo. Ele se inspirou em Lucy, o célebre fóssil de Australopithecus afarensis de 3,5 milhões de anos achado na Etiópia no ano de 1974.[carece de fontes?]

### Condição
Além de "fóssil", Luzia é também referida simplesmente como um "esqueleto" de hominídio. Os ossos não apresentam "sinais clássicos de fossilização", logo, segundo a definição de certos autores, poderiam ser chamados de "subfósseis". Entretanto, atualmente, muitos paleontólogos desconsideram a necessidade de alteração química (fossilização, ou diagênese) para a classificação de um resto biológico como fóssil, em sentido amplo.

### Descoberta
O esqueleto foi encontrado no início dos anos 1970, pela missão arqueológica franco-brasileira chefiada pela arqueóloga francesa Annette Laming-Emperaire (1917–1977), em escavações na Lapa Vermelha, uma gruta no município de Pedro Leopoldo (MG). A gruta era famosa pelos trabalhos do cientista Peter Lund (1801–1880), que lá descobrira, entre 1835 e 1845, milhares de fósseis de animais extintos da época do Pleistoceno e 31 crânios humanos em estado fóssil do que passou a ser conhecido como o Homem de Lagoa Santa. Seus hábitos alimentares incluíam folhas, frutas, raízes e algumas vezes, carne.
Inicialmente, Emperaire, acreditava que havia na verdade dois esqueletos diferentes no local do sítio arqueológico: um mais recente, datado em 11 mil anos, e outro localizado um metro abaixo, datado em 12 mil anos, o qual seria da cultura Clóvis e ao qual pertenceria o crânio de Luzia. Entretanto, análises posteriores pelo arqueólogo francês André Prous revelaram que ambos os restos encontrados pertenciam a um mesmo indivíduo, datado em 11 mil anos – como o crânio havia rolado para longe do resto do esqueleto, Emperaire fizera uma interpretação errônea dos achados.

### Incêndio
Na noite de 2 de setembro de 2018, ocorreu um incêndio no Museu Nacional, destruindo quase a totalidade do acervo histórico e científico construído ao longo de duzentos anos, e que abrangia cerca de vinte milhões de itens catalogados, entre eles o fóssil de Luzia.
Em 19 de outubro de 2018, foi anunciado que o crânio de Luzia havia sido encontrado fragmentado. Foram encontradas parte do frontal (testa e nariz), parte lateral, ossos que são mais resistentes, além de um fragmento de um fêmur que também pertencia ao fóssil e estava guardado, tendo sido encontrados 90% do fóssil. O Museu Nacional informou que iniciaria o trabalho de reconstrução do fóssil dividido no ano seguinte em três etapas: diagnóstico, reconstituição virtual e remontagem física. No entanto, em 2023, a reconstrução ainda não havia sido realizada.

## Povoamento das Américas

### Teoria alternativa

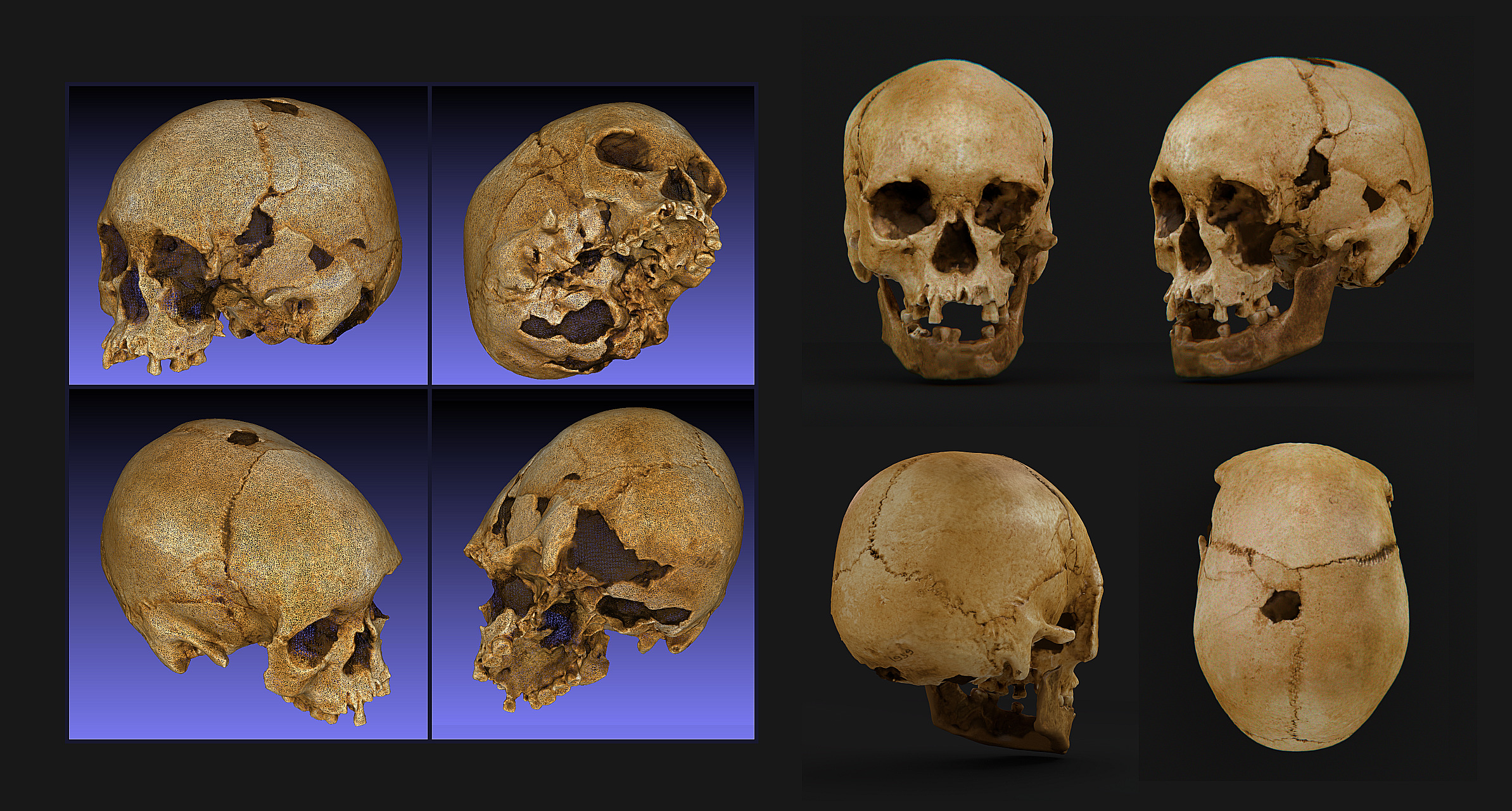
Modelo 3D gerado a partir de fotogrametria

Em 1989, Walter Neves, ao lado do colega argentino Héctor Pucciarelli, do Museu de La Plata, formulou a teoria de que o povoamento da América teria sido feito por duas correntes migratórias de caçadores-coletores, ambas vindas da Ásia provavelmente pelo estreito de Bering, através de um istmo que se formou com a queda do nível dos mares durante a última idade do gelo. A primeira leva migratória seria composta por populações com traços negroides, tendo ocorrido há 14 mil anos e não possuiria representantes atuais entre os povos ameríndios. Já a segunda leva seria formada por indivíduos com aparência mais próxima à mongoloide, e teria ocorrido há 12 mil anos. Esta teoria alternativa contrapunha-se à teoria convencional de que teria havido três ondas migratórias, via estreito de Bering, iniciadas há cerca de 13 mil anos, de populações com traços somente mongoloides.
Em 1995, Neves teve acesso ao "esqueleto da Lapa Vermelha IV" ou "Lapa Vermelha IV Hominídeo 1", localizado no Museu Nacional, o qual apresentava traços negroides. O esqueleto foi renomeado por ele como "Luzia", e se tornou a principal evidência de sua teoria alternativa sobre o povoamento da América. Ao estudar a morfologia craniana de Luzia, Neves encontrou traços que lembram os atuais aborígenes australianos e os negros da África.
As populações da primeira onda migratória da teoria de Neves, foram chamadas de aborígenes americanos, sendo semelhantes a Luzia. No entanto, Luzia possui crânio arredondado como o dos mongoloides e não tem o occipital saliente dos negroides, tal como tem leve braquicefalia como os mongoloides. Assim, Luzia parece um tipo intermediário entre pigmoides e mongoloides, do mesmo modo que os australoides são a fusão de vários elementos do paleolítico superior e inferior; mesmo os congoides de crânio arredondado possuem influências residuais mongoloides de possíveis contatos pelo Índico com navegadores antigos asiáticos que inclusive colonizaram Madagascar a partir da costa leste africana, sendo fácil notar mongolização em povos da África Oriental e mesmo de outras regiões via repasse autossómico indireto. Do mesmo modo, na América do Norte, foram encontrados povos, tais como o de Kennewick que possuem feições intermediárias entre mongoloides e caucasoides, tão ou mais antigos que Luzia. O que indica que a maré mongoloide mais recente deve ter extinto estes povos anteriores de feições caucasoides e mongopigmoides em algum momento do paleolítico superior final.[carece de fontes?]
A maior dificuldade hoje em analisar o DNA dos ameríndios é que muitos povos, por mais isolados que aparentem estar atualmente, durante os séculos da colônia, foram, muitas vezes, contatados por expedições de bandeiras espanholas, portuguesas e de colonos independentes que levavam, às vezes, escravos, a exemplo de um pequeno quilombo no Mato Grosso da época da mineração, o que indica que os luso-paulistas bandeirantes não usavam apenas mão de obra ameríndia, mas também mista, o que de facto compromete muito das analises genômicas, já que estas podem estar anacronicamente não mais puras como o eram antes de tais entradas aos Sertões do interior sul-americano.[carece de fontes?]
As conclusões de Neves foram desafiadas por pesquisas feitas pelos antropólogos Rolando González-José, Frank Williams e William Armelagos, que mostraram, em seus estudos, que a variabilidade craniofacial poderia ser apenas devido à deriva genética e outros fatores que afetam a plasticidade craniofacial em Nativos americanos.
A comparação em 2005 das espécimes de Lagoa Santa com os modernos Botocudos da mesma região também mostrou afinidades fortes, levando Neves a classificar os Botocudos como paleoíndios.
Um estudo genético de 2015, com dados de populações ameríndias atuais e passadas, corrobora a hipótese de uma única onda migracional de povos da Sibéria, ocorrida entre 23 mil a 8 mil anos, pela Beríngia. As semelhanças de parte dos atuais ameríndios com os atuais australoides seriam indiretas, resultado de deriva genética e não de descendência. A sequência genética de paleo-índios da Patagônia revelou que os paleo-índios têm perfil genético similar ao dos indígenas americanos.

### Teoria de 2018

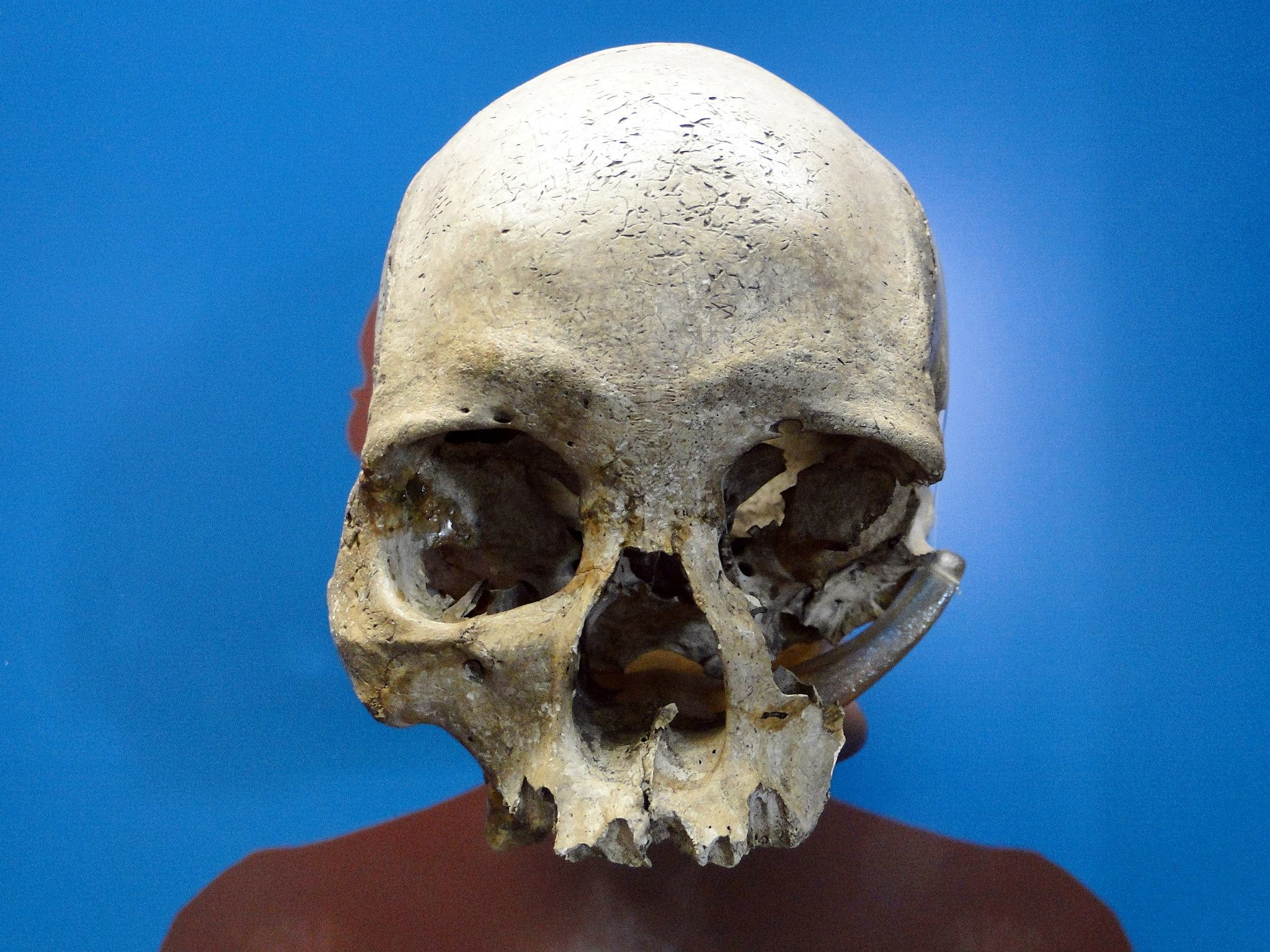
O crânio de Luzia exposto no Museu Nacional do Brasil

Pesquisadores da Universidade de São Paulo e da Universidade de Harvard divulgaram uma descoberta que contradiz a principal teoria do povoamento da América. Com ajuda da extração de DNA de fósseis enterrados por mais de dez mil anos, eles puderam avaliar o genoma dos fósseis para descobrir informações genéticas dos mesmos.
O trabalho foi feito em conjunto pela USP, pela Universidade Harvard e pelo Instituto Max Planck, da Alemanha. Os cientistas estudaram nove ossadas humanas da região de Lagoa Santa, em Minas Gerais. Dos mesmos sítios arqueológicos de Luzia, a ossada de uma mulher que teria vivido há mais de 11 mil anos e é considerada a primeira brasileira.
Existem duas teorias para a chegada dos seres humanos aos continentes americanos:
1. A primeira diz que os humanos chegaram ao continente americano a partir de migração de populações do leste asiático, que atravessaram o estreito de Bering  na época, ele ainda se conectava à América do Norte  e desceram até chegar à América do Sul.
2. A segunda, criada na  década de 1990, diz que os territórios americanos foram povoados por humanos mais antigos ainda, os primeiros que já tinham saído da África, cruzado a Ásia e que teriam vindo direto para a América, até chegar ao Brasil. A ideia surgiu porque os pesquisadores estudaram as medidas do crânio de Luzia e acharam que ele era mais largo do que os dos indígenas e mais parecido com o dos africanos.

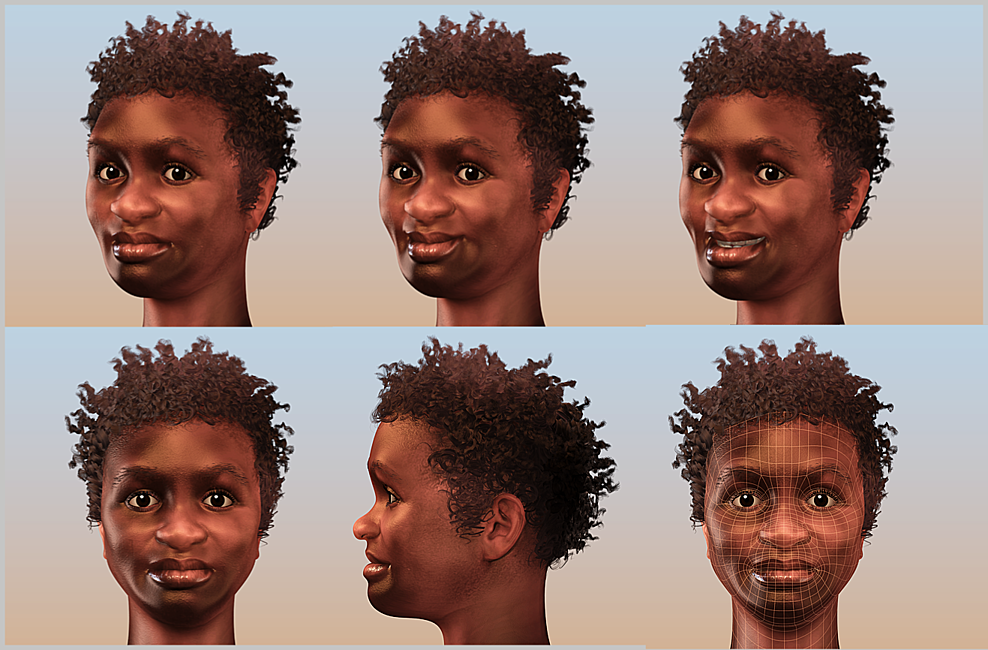
Reconstituição computadorizada de Luzia, o fóssil mais antigo das Américas

Entretanto, o resultado do estudo mostrou que Luzia vai precisar de um rosto novo. O atual, com nariz e lábios mais grossos, foi feito com base na ideia de que ela descendia de negritos do Oceano Índico, aborígenes australianos ou melanésios. Contudo, a análise do DNA mostrou que o código genético do povo de Lagoa Santa é semelhante ao de todos os povos indígenas da América e, neste caso, as feições seriam mongoloides. Com essa comprovação, a teoria de que duas populações teriam povoado as Américas não faz mais sentido. O povo de Luzia chegou à América junto com todas as demais populações que vieram do continente asiático.